# Soukolorivier
De Soukolorivier (Zweeds: Soukolojoki) is een rivier binnen de Zweedse gemeente Övertorneå. De rivier is 45 kilometer lang en ontspringt ten noorden van het meer Soukolojärvi. De rivier heette aanvankelijk Ylinenrivier, toen Isorivier. Pas na het genoemde meer kreeg de Soukolorivier haar huidige naam. De totale lengte van de rivier is ruim 45 kilometer. Ze stroomt tussen Kieri en Pudas in de Torne.